# Густав Отто Розенберг
Густав Отто Розенберг (швед. Gustaf Otto Rosenberg; 9 червня 1872 — 30 листопада 1948) — шведський ботанік.

## Біографія
Густав Отто Розенберг народився 9 червня 1872 року у місті Гетеборг.
Розенберг вчився в університетах Уппсали, Стокгольма та Бонна. У 1895 році він отримав ступінь бакалавра в Уппсальському університеті, а у 1899 році ступінь доктора філософії у Боннському університеті, де він навчався у Едуарда Страсбургера (1844–1912). Його дисертація була присвячена цитологічним змінам, які відбуваються в клітинах рослин роду  Росичка . У 1899 році він став доцентом ботаніки в Стокгольмському університеті. З 1904 року Розенберг працював у Ботанічному інституті в Стокгольмі, з 1911 року він був професором анатомії та цитології рослин.
Дослідження Розенберга стосувалися головним чином цитології та ембріології рослин, і він став дуже відомим у цих галузях. У 1917 році він був обраний членом Шведської королівської академії наук, у 1925 році - членом Данської королівської академії наук. 22 листопада 1932 року Отто Розенберг став командором Ордену Полярної зірки.
Густав Отто Розенберг помер 30 листопада 1948 року.

## Окремі наукові праці
- Physiologisch-cytologische Untersuchungen über Drosera rotundifolia (1899)
- Über die Transpiration mehrjähriger Blätter (1900)
- Ueber die Pollenbildung von Zostera (1901)
- Ueber die Individualität der Chromosomen (1904)
- Zur Kenntnis der Reduktionsteilung in Pflanzen (1905)
- Cytological Studies on the Apogamy in Hieracium (1907)
- Cytologische und morphologische Studien an Drosera longifolia × rotundifolia (1909)